# Хоркрукс
Хоркрукс е понятие, което се появява в Книга 6 и Книга 7 от поредицата романи за „Хари Потър“, написани от английската писателка Джоан Роулинг.
Хоркрукс може да стане всякакъв предмет, дори животно, на което е направена специална най-черна магия. Поради тази причина, този вид магия не се преподава в училище и много малко магьосници знаят за съществуването ѝ. Хоркрукс може да бъде създаден само когато магьосник направи убийство. Тогава част от душата му се откъсва и с магия се вкарва в предварително избран предмет. Той се превръща в „дом“ на парчето душа. Продължителен допир на хоркрукс с човек, който не е негов собственик може да го доведе до лудост. Добре е предметът, който се превръща в хоркрукс да е бездушен, защото това гарантира неговата дълголетност.
Благодарение на хоркрукса, след като магьосникът умре той може отново да се върне към живот. Направените хоркрукси обикновено биват добре защитени и скрити и унищожаването им е изключително трудно
Лорд Волдемор съзнателно създава шест хоркрукса за да осигури „безсмъртието“ си, но не осъзнава, че неволно е направил седми при убийството на Лили Потър. Седмото парче, което се откъсва от душата му, превръща Хари Потър в жив хоркрукс.
Волдемор научава за хоркруксите като ученик от книга в забранения отдел на библиотеката в Хогуортс. След това разпитва по-подробно учителя си по отвари – професор Слъгхорн за тях.

## Какви са хоркруксите на Волдемор?
- Дневникът на Том Риддъл

Място, на което е държан: къщата на Луциус Малфой
Обикновен мъгълски дневник, който е омагьосан от младия Волдемор през училищните му години.
Подхвърлен е от Луциус Малфой в учебниците на Джини Уизли, която бива обсебена от
душата в дневника и бива контролирана от него.
Унищожен е от Хари Потър чрез зъб от василиска в стаята на тайните.
- Пръстенът на Марволо Гонт

Място, на което е държан: развалините на къщата на Гонт
Пръстенът е наследствен и е бил последно притежание на Морфин, от когото Волдемор взима предмета и го прави свой хоркрукс.
За направата на този хоркрукс, Том Риддъл убива своя баща-Том Риддъл старши.
Дъмбълдор намира пръстена благодарение на Морфин, който е обвинен за убийствата на семейството на Риддъл.
Хоркруксът е унищожен от Дъмбълдор чрез меча на Грифиндор.
- Чашата на Хафълпаф

Място, на което е пазен: сейфа на сем. Лестрандж в Гринготс
Мъничка, златна купа с добре изработени две дръжки. Върху нея е издълбан язовец, чийто знак е на Хелга Хафълпаф в Хогуортс. Притежание на семейство Смит от дълго време. Според Хефциба Смит предметът има магически сили, но тя никога не го е изследвала. Волдемор убива Хефциба Смит взима купата и я превръща в хоркрукс.
Унищожена от Хърмаяни Грейнджър чрез зъб от Базилиск.
- Медальонът с капачето на Слидерин

Място, на което е пазен: пещерата, където Том Риддъл води децата от сиропиталището
Медальонът е златен и на капачето му пише голямо „С“
Медальонът е наследствен и е притежание на Меропа Гонт, която след като забременява от мъгъла Том Риддъл, го продава за няколко галеона. Купен е от Бъркс от магазина на Диагон-Али „Боргин и Бъркс“. След това е продаден на Хефциба Смит, която Волдемор убива, за да превърне медальона в хоркрукс. Окрит е в пещера от Дъмбълдор и Хари. Истинският медальон се оказва заменен с фалшив. Хари намира бележка, която гласи, че хоркрукса e бил унищожен от Р.А.Б. Зад тези инициали се крие Регулус Блек. В къщата на Гримолд се намира истинският хоркрукс, който е прибран – вместо унищожен, от домашното духче на Регулус Блек след неговата смърт в пещерата.
След като е намерен хоркрукса е унищожен от Рон чрез меча на Грифиндор.
- Диадемата на Рейвънклоу

Място, на което е пазена: Нужната стая
Нежна на вид диадема, която прилича малко на тиарата която Фльор носи на сватбата си. Върху диадемата са изписани думите „Има ли нейде дар по-голям от ум бърз, пъргав и прям“.
Диадемата е бил собственост на Роуина Рейвънклоу и впоследствие открадната от дъщеря ѝ – Хелена Рейвънклоу, която след смъртта си се превръща в призрака „Сивата дама“. Скрива я в гора в Албания. Докато Волдемор учи в Хогуортс, той успява с ласкания да разбере от Сивата дама къде е скрита диадемата. Връща се в Хогуортс, за да иска работа и докато е в замъка успява да я скрие в Нужната стая.
За създаването на този хоркрукс Волдемор убива неизвестен албански скитник.
Унищожена е от пъклоогън.
- Змията Наджини

Змията която Волдемор държи като домашен любимец.
Черния Лорд често използва змията за да напада магьосници. Когато разбира, че Хари Потър унищожава хоркруксите му, Волдемор започва да държи змията си в магическа сфера, за да я предпази.
За направата на този хоркрукс Волдемор убива Бърта Джоркинс.
Змията е убита от Невил Лонгботъм с меча на Грифиндор.
- Хари Потър

Когато Хари е още бебе, Волдемор се опитва да го убие, но без да иска превръща малкото момче в своят седми хоркрукс. По време на войната за „Хогуортс“ Волдемор изпраща смъртоносното проклятие към Хари, незнаещ, че ще пострада самия той, като унищожи последния си хоркрукс.